# مالح (تموشنت)
مالح (به عربی: المالح) یک شهرداری در الجزایر است که در استان عین تموشنت واقع شده‌است.
 مالح ۶۹٫۱۸ کیلومتر مربع مساحت و ۱۸٬۹۴۴ نفر جمعیت دارد.